# Rovdefjord
Le Rovdefjord (en norvégien : Rovdefjorden) est un fjord de Norvège, situé dans le comté de Møre og Romsdal.

## Géographie
Le fjord traverse les municipalités de Sande, Herøy, Vanylven, Volda, Ørsta et une infime partie d’Ulstein. L’extrémité orientale du fjord est reliée au Vartdalsfjord et au Voldsfjord et l’extrémité ouest du fjord se connecte au Hallefjord. Le Syvdsfjord bifurque du Rovdefjord vers le sud. Le fjord est délimité par le continent au sud et l’île de Gurskøya au nord.
Le fjord de 15 kilomètres de long est d’environ 2 à 3 kilomètres de large, et il atteint une profondeur maximale de 501 mètres au-dessous du niveau de la mer près de l’embouchure du Voldsfjord.
La zone autour du Rovdefjord faisait autrefois partie de la municipalité de Rovde de 1905 à 1964. La zone au sud du Rovdefjord s’appelle Rovdestranda. Il y a quelques villages le long du fjord, dont le plus grand est Rovdane, sur la rive sud, dans la municipalité de Vanylven.
Il y a un camping au bord du Rovdefjord, à Rovde.
Le Rovdefjord n’est pas un véritable fjord mais un détroit. Il est donc ouvert des deux côtés sans former d’impasse. En conséquence, même quand les vents sont relativement calmes, de l’eau fraîche riche en nutriments coule toujours à travers le Rovdefjord, ce qui attire en permanence des bancs de poissons. Le résultat est une diversité de poissons exceptionnellement élevée, même pour le centre de la Norvège, et des tailles de capture impressionnantes, nettement supérieures à la moyenne. Un nombre particulièrement élevé de flétans sont pêchés dans le Rovdefjord en raison de son débit élevé de nutriments. Sur les rives entre Larsnes et plus à l’est sur la côte nord du Rovdefjord, il y a plusieurs points favorables pour pécher la grande morue. Ce poisson chasse à des profondeurs de 50 à 200 m sa proie, qui est poussée dans le Rovdefjord en grande quantité avec les marées. Sur les bords du plateau profond autour des trois bras du Voldsfjord (ou Voldafjord), les pêcheurs en haute mer battant régulièrement des records de prises. Le Rovdefjord est un très bon endroit de l’ouest de la Norvège pour pêcher le merlu. En particulier, les zones situées dans l’estuaire du Syvdefjord et à l’ouest d’Yksnøya se sont révélées être de bonnes zones de pêche. La meilleure saison de pêche va de la fin de l’été à l’automne. À Rovde, cependant, le merlu est régulièrement capturé de Sandsøya à Volda au printemps. Cela fait du Rovdefjord l’une des meilleures zones de pêche au merlu de l’ouest de la Norvège.

## Architecture
Pendant la Seconde Guerre mondiale, l’armée allemande a construit quatre forts côtiers dans la région de Storeneset sur la péninsule de Stad et vers l’est le long du Rovdefjord jusqu’à Berknes. Ces forts côtiers faisaient partie des défenses allemandes contre une invasion alliée, et ils étaient tous sous le commandement du groupe d’artillerie Stadlandet.
Il existe un projet de traversée du fjord au sud d’Ålesund, le Rovdefjordbrua (pont du Rovdefjord), combinant un pont flottant et un tunnel submergé de 230 mètres de long, qui permettraient aux véhicules de traverser le fjord sans interrompre le trafic maritime. Dans le cadre du projet de l’Administration norvégienne des routes publiques d’avoir une route E39 sans ferry, ce projet vise à remplacer le trafic de ferry existant, et constituera ainsi une étape vers la possibilité d’aller en voiture tout le long de la côte norvégienne.
Les premières idées conceptuelles pour un pont traversant le Rovdefjord ont été lancées dans les années 1980. En 2011, la fondation Rovdefjordsambandet AS a été créé pour étudier les possibilités d’une traversée du Rovdefjord sans ferry. Vanylven utvikling AS a conclu un accord avec l’entreprise de construction Reinertsen AS à Trondheim, Dr.Techn. Olav Olsen, et le cabinet d'architectes Snøhetta AS et SINTEF pour créer un projet préliminaire pour le pont du Rovdefjord,, avec un tunnel flottant submergé. En 2016, le conseil municipal de la kommune de Sande , a approuvé le plan sectoriel municipal pour le pont du Rovdefjord. Cependant, le pont n’a pas encore été construit.
Le concept de pont proposé a une longueur totale de 3500 m et consiste en un tunnel rocheux, un pont flottant d’une longueur de 1500 m et un tunnel flottant submergé de longueur de 230 m. Le pont flottant, qui est courbé dans le plan horizontal, est une poutre d’acier reliée à 14 pontons en béton. Le pont flottant est ensuite relié au tunnel flottant submergé par un pont en spirale passant par une petite île appelée Saudeholmen. Le tunnel flottant submergé est courbé dans le plan horizontal, construit en béton, et a une section transversale circulaire. Le tunnel flottant submergé n'a pas de soutènement intermédiaire et il n’est donc soutenu que par sa flottabilité et ses connexions aux deux extrémités. Si le projet est autorisé, la technologie des plates-formes pétrolières offshore de la mer du Nord sera utilisée pour réaliser ce tunnel flottant sans contact avec le fond marin.
D’une part, le projet vise à étudier une nouvelle technologie de pont. Le projet du Rovdefjorden pourrait être le premier tunnel flottant submergé au monde avec de l’eau de tous les côtés. Il s’agit donc d’un projet pilote important pour les traversées de fjords. D’autre part, l’accent est mis sur la fonctionnalité du projet. Il est crucial de rendre l’expérience sécuritaire et agréable pour les conducteurs, les cyclistes et les piétons qui traversent le fjord. La conception introduit un chemin piétonnier sur le pont qui suit la courbe du tunnel et tourne autour de l’île. Cela donnera aux passants l’occasion de s’arrêter et de profiter du magnifique paysage du fjord.
Le pont de Rovdefjord sera un lien important entre le sud de Sunnmøre et le parties extérieures du Nordfjord, sur la côte ouest de la Norvège. Vanylven Development  estime que le pont du Rovdefjord assurera un bon transport à la fois pour les particuliers et pour les entreprises. La société souligne également que le pont est important pour amener rapidement les gens de Vanylven et du Nordfjord extérieur à la maternité de l’hôpital de Volda.